# Barrio de San Isidro
Barrio de San Isidro är en ort i Mexiko.   Den ligger i kommunen Villa Victoria och delstaten Mexiko, i den sydöstra delen av landet, 90 km väster om huvudstaden Mexico City. Barrio de San Isidro ligger 2 762 meter över havet och antalet invånare är 1 176.
Terrängen runt Barrio de San Isidro är huvudsakligen kuperad, men åt sydväst är den platt. Runt Barrio de San Isidro är det ganska tätbefolkat, med 166 invånare per kvadratkilometer. Närmaste större samhälle är San Pedro Los Baños, 18,4 km nordost om Barrio de San Isidro. Trakten runt Barrio de San Isidro består till största delen av jordbruksmark.